# Раздел Югославии нацистской Германией и её союзниками

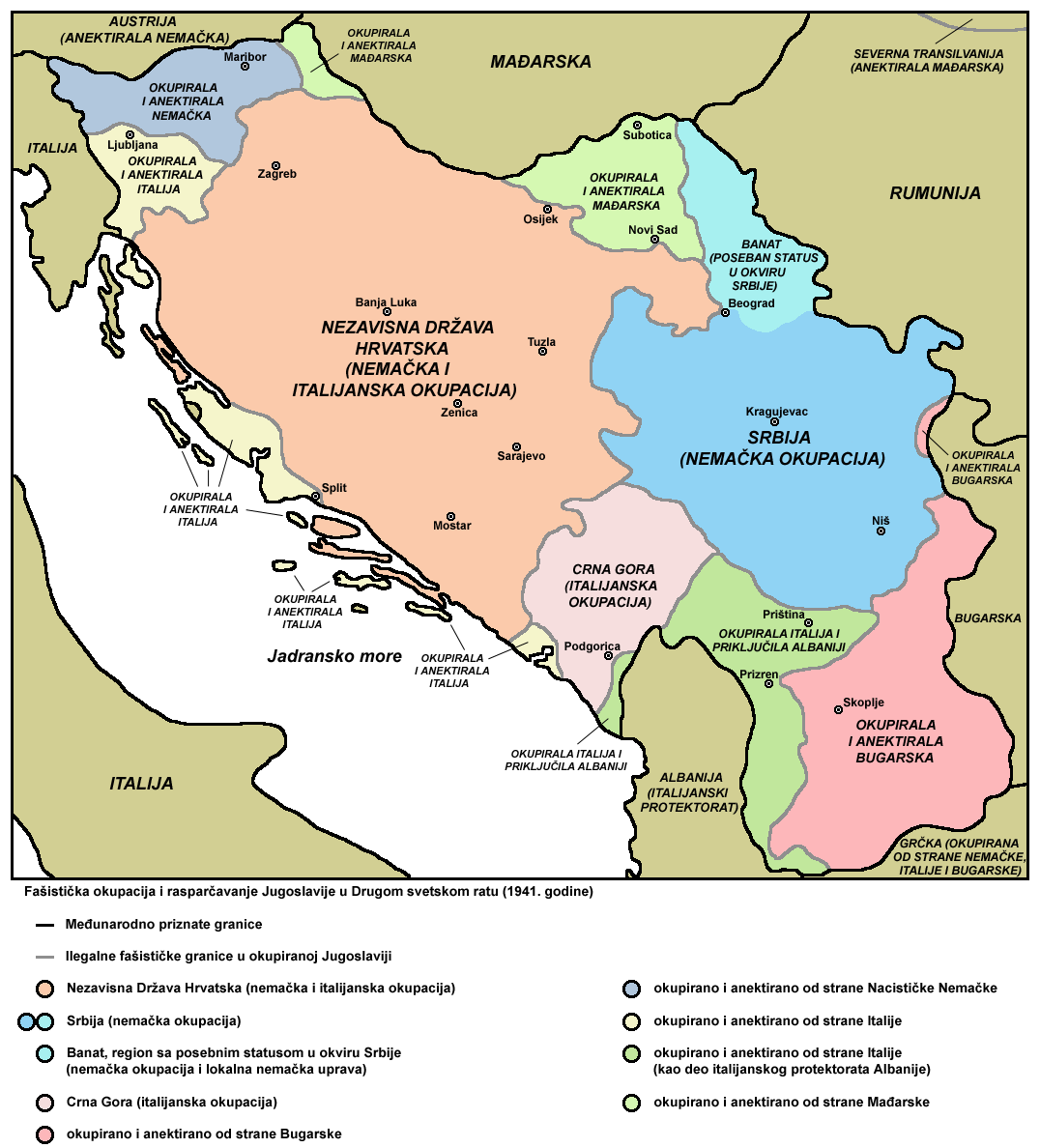
Раздел Югославии странами оси

Раздел Югославии нацистской Германией и её союзниками был осуществлён после окончания операции «Balkanfeldzug», югославская часть которой известна как Апрельская война. Передел земель бывшего королевства был утверждён 21 и 22 апреля 1941 года на встрече министров иностранных дел Германии и Италии в Вене. По итогам решения представителей Германии, Италии, Болгарии и Венгрии, Югославия прекратила своё существование, а королевское правительство Югославии утрачивало, с их точки зрения, легитимность, хотя его признавали законным все страны—участницы антигитлеровской коалиции. Территория Словении полностью подлежала аннексии со стороны Германии, Венгрии и Италии; часть бывшей Хорватской бановины, часть Воеводины, а также Босния и Герцеговина включались в состав провозглашённого 10 апреля 1941 года Независимого государства Хорватия (НГХ), Вардарская бановина (нынешняя Северная Македония) была в конечном итоге разделена между Болгарией и оккупированной Италией Албанией; на остальной территории действовали оккупационные администрации: Недичевская Сербия и Королевство Черногория. Заключённые 18 мая 1941 года правительствами Италии и НГХ Римские договоры уступали Италии приморские территории, до того входившие в Хорватскую бановину, которые Италией были в основном включены в состав своего губернаторства Далмация.
Де-факто власть во всех созданных оккупантами образованиях принадлежала ставленникам стран блока «оси»: Германии, Италии, Венгрии и Болгарии.  Восстановление целостности Югославии было осуществлено по окончании Второй мировой войны. На месте прежнего Королевства Югославии была образована Демократическая Федеративная Югославия, власть в которой перешла к Коммунистической партии Югославии.

## Планирование раздела Югославии
О планах раздела Югославии Гитлер впервые заявил на совещании 27 марта 1941 года, после получения известий о перевороте в Белграде. В ходе созванного им секретного совещания с участием руководящих деятелей Третьего рейха и командования Вермахта он решил произвести все приготовления к тому, чтобы разделить Югославию как в военном смысле, так и в качестве государственного образования. Конкретные предложения по разделу страны формулировались как перед началом боевых действий, так и уже после вторжения Германии и её союзников в Югославию. Собственно немецкие предложения дополнялись идеями, озвученными Италией, Венгрией и Болгарией.
Уже 27 марта на встрече с болгарским и венгерским послами Гитлер заявил первому, что случившееся в Белграде «решило вопрос о Македонии» — открыло перспективу присоединения Вардарской Македонии к Болгарии, а венгерскому послу сообщил о поддержке Германией венгерских претензий на югославские земли. Последнее Гитлер распространил и на территории с хорватским населением, однако затем заявил о возможном венгерском покровительстве над Хорватией, которой планировалось предоставить самоуправление. 28 марта Будапешт отреагировал на высказывание Гитлера, отклонив идею о включении Хорватии в состав Венгрии.
6 апреля, в день начала войны, появился первый обобщённый проект под названием «Генеральный план последующей организации управления на территории Югославии». Согласно ему, под немецкое военное управление отойдёт Сербия (именуемая «Старой Сербией»); Италия получит ряд областей на побережье Адриатики, в том числе Далмацию и Черногорию; Венгрии будет передана область к северу от Дуная, принадлежавшая ей до 1918 года; Болгария получит Вардарскую Македонию. Хорватия должна была получить независимость, но под венгерским влиянием.
12 апреля этот план по указанию Гитлера был преобразован в проект «Предварительные направления раздела Югославии». В отличие от предыдущего плана этот конкретизировал судьбу Словении: её предполагалось разделить между Германией и Италией. Рим также должен был определить судьбу Боснии и Герцеговины. Для Черногории предусматривалась самостоятельность. Так как усташи 10 апреля 1941 года провозгласили независимость Хорватии, новый план предусматривал её сохранение, при этом о влиянии Венгрии речи уже не было. Однако независимость Хорватии, согласно плану, устанавливалась в её этнических границах, хотя и не было определено, что ждет районы Югославии, в которых хорваты составляли меньшинство, но на которые усташи уже выдвинули свои претензии. Также новый план не упоминал Далмацию и несколько конкретизировал территориальные приобретения Венгрии.
Данные планы Гитлер использовал для влияния на Рим, Будапешт и Софию. При этом, по мнению Л. Я. Гибианского, союзники Германии стремились к максимальному обеспечению собственных территориальных целей и пытались добиться согласия Берлина на удовлетворение именно своих претензий. В ряде случаев имело место столкновение интересов, например, между Италией и Болгарией в отношении ряда районов Вардарской Македонии. Тем не менее, Гитлер видел своей целью обеспечение территориальных устремлений самой Германии, а также стремился сбалансировать притязания своих союзников в планах раздела Югославии.
Непосредственно после капитуляции Югославии началась серия переговоров между странами оси, где при диктующей немецкой роли принимались окончательные решения о разделе Югославии. Л. Я. Гибианский выделял среди них переговоры между главами внешнеполитических ведомств Германии и Италии Риббентропом и Чиано, прошедшие в Вене 21—22 апреля. На них были в основном согласованы границы не только немецкой и итальянской, но и других зон оккупации на «югославском пространстве» и политико-административный статус различных частей, в том числе и тех, которые передавались Венгрии и Болгарии. Данные переговоры позднее были дополнены рядом соглашений между Германией и её союзниками.

## Раздел Югославии

### Создание Независимого государства Хорватия

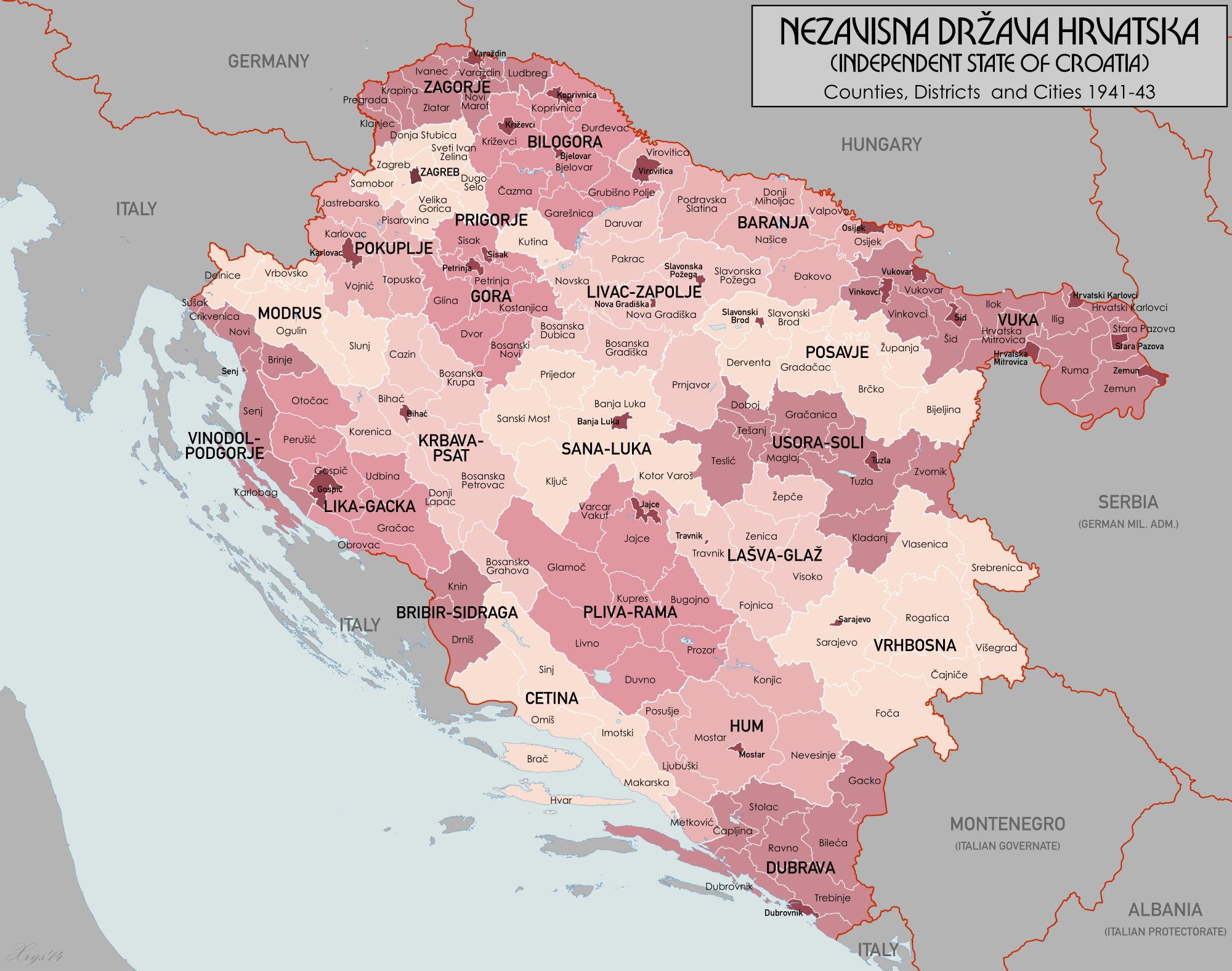
Административно-территориальное деление НГХ в 1941 году

Самым крупным по площади среди марионеточных государств было провозглашённое 11 апреля 1941 года Независимое государство Хорватия (НГХ), занимавшее большую часть территории современной Хорватии и Боснии и Герцеговины и находившееся под оккупацией немецких и итальянских войск. 17 апреля из Италии в Загреб прибыл поглавник (вождь) Анте Павелич. Номинально государство с 18 мая под тронным именем Томислава II возглавлял герцог Аостский Аймоне Маргарита Мария Джузеппе ди Торино, принц итальянского королевского дома. 
Возведение на престол новосозданного государства представителя итальянской династии было призвано обозначить итальянский протекторат над ним. Роль Томислава II в новом государстве была чисто номинальной, так как вся реальная власть находилась в руках хорватского фашистского движения усташей и его вождя (поглавника) Анте Павелича. Монарх так ни разу и не посетил территорию НГХ. 15 июня 1941 года НГХ присоединилось к Берлинскому, 26 июня — к Антикоминтерновскому пакту, 14 декабря объявило войну Великобритании и США. Из-за активного партизанского движения Югославии НГХ за всё время своего существования ни единого дня не контролировало всю заявленную территорию.
НГХ делилось на 22 большие жупании. Помимо самой Хорватии, лишившейся значительной части Горски-Котара, Хорватского Приморья и Далмации с островами, переданными Италии, а также Меджумурья и расположенного к северу от Осиека небольшого славонского района, полученных Венгрией, в НГХ включили всю Боснию и Герцеговину, а также весь Срем. При этом территория НГХ была разделена пополам на немецкую (северо-восточную) и итальянскую (юго-западную) сферы военного контроля, где могли размещаться войска Германии и Италии, соответственно. Окончательно границы НГХ были утверждены на встрече Гитлера с Павеличем 6 июня 1941 года.
В сентябре 1943 года Италия вышла из войны, а итальянские войска начали покидать территорию НГХ, в связи с чем Томислав II отрёкся от престола и монархия была упразднена, а полномочия главы государства перешли к Павеличу.

### Территориальные изменения с участием Германии

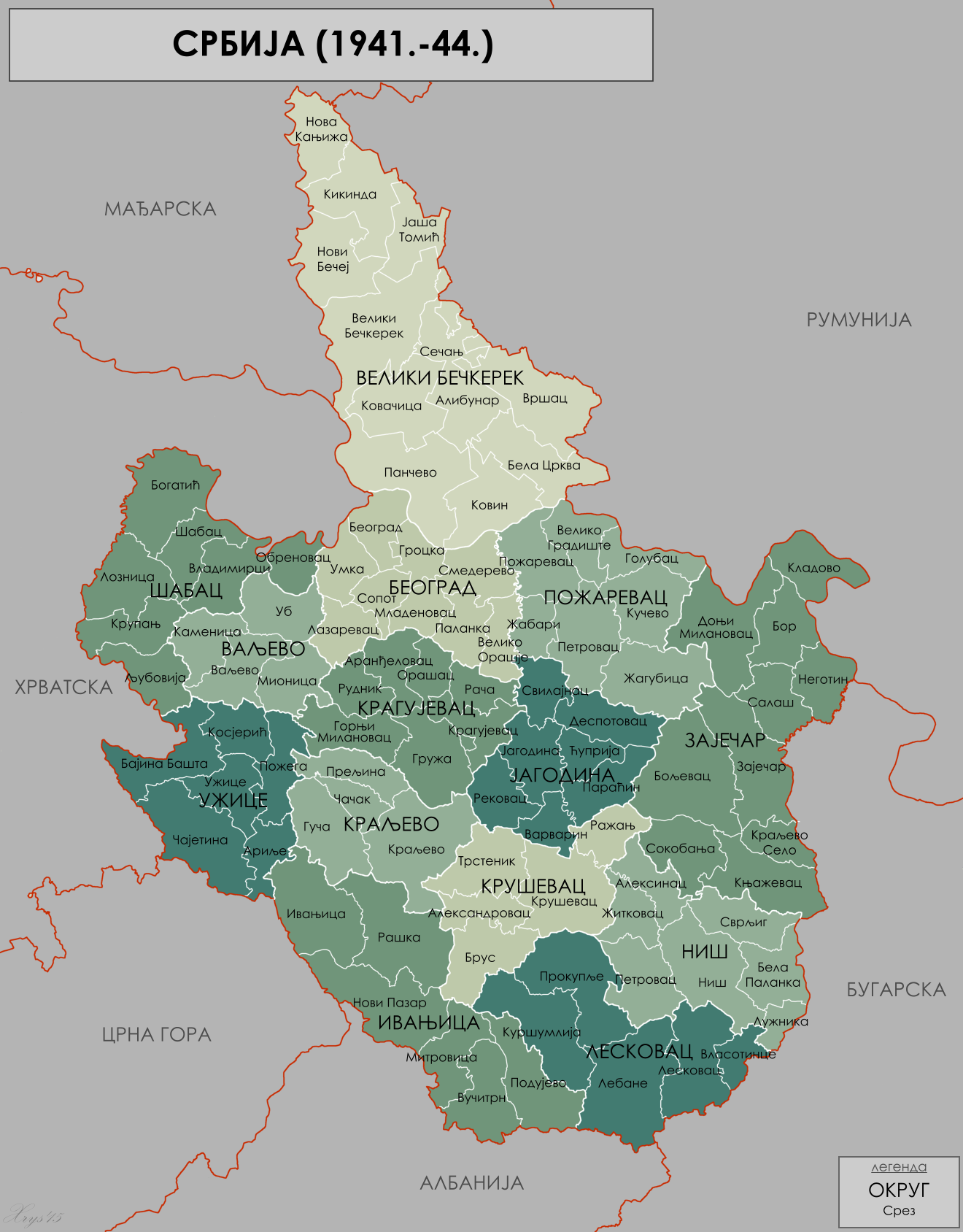
Административно-территориальное деление Сербии в 1941—1944 годах

После раздела Югославии Германия в апреле—мае 1941 года установила своё управление над подавляющей частью собственно Сербии с добавлением некоторых районов на севере Косова и Метохии, богатых месторождениями цинка и олова, и над югославским Банатом, составлявшим восточную половину Воеводины. Оставшийся в составе Сербии Банат занимал площадь 9776 км², на которых проживали 640 000 человек. При этом немецкое меньшинство получило автономное управление.
Также Германия включила в свою административную систему северную (бо́льшую) часть Словении, в основном Верхнюю Крайну и Нижнюю Штирию с добавлением отдельных прилегающих районов, в частности — на западе Прекмурья. В общей сложности части Словении, отошедшие к Германии, занимали площадь 9620 км², на них проживало 775 000 человек. Управляли ими специальные комиссары гражданской администрации. Спустя некоторое время германские власти отвергли предложение ряда словенских партий создать профашистское государство Словения.

### Территориальные изменения с участием Италии
В результате раздела Югославии Италия получила значительные территории. Запад Словении был превращён в провинцию Любляна с административным центром в Любляне, что законодательно было оформлено 3 мая 1941 года. Её статус отличался от других провинций Италии: она рассматривалась как corpus separatum, имея своё самоуправление. По мнению Л. Я. Гибианского, словенцы, проживавшие там, имели куда большие права и свободы, нежели словенцы на отошедших к Германии землях, участвуя в жизни провинции и влияя на правительство. Итальянская администрация всячески заботилась о таких культурных и образовательных учреждениях, как Люблянский университет и Словенская академия наук и искусств. Итальянские власти, как и немецкие, отвергли идею ряда словенских политиков создать независимое словенское государство.
Значительная часть югославского побережья вошла в состав созданного на основе итальянской провинции Зара губернаторства Далмация, куда вошли земли Далмации, побережья Адриатики и Которского залива. Губернаторство делилось на края Задар, Сплит и Котор. В 1941 году в состав губернаторства вошли острова Паг, Брач и Хвар, которые Независимое Государство Хорватия вынуждено было уступить Италии. Риека и часть её окрестностей, куда вошли острова Крк, Раб и многие другие, также вошли в состав провинции Венеция-Джулия. Всего на побережье Адриатики Италия оккупировала территории общей площадью 5381 км² с населением в 380 тысяч человек.
Италия оккупировала и Черногорию, территория которой перешла под итальянское оккупационное управление. В состав протектората входила вся территория нынешней Черногории и запад Санджака. Протекторатом руководил итальянский губернатор, а марионеточным правителем был премьер-министр Черногории. Первым руководителем этого марионеточного государства был Секула Дрлевич, ранее арестовывавшийся властями Югославии за сепаратизм. Оккупационная администрация в Черногории была создана 22 мая 1941 года.
Также Италия заняла бо́льшую часть Косова и Метохии и западные районы Вардарской Македонии, которые 12 августа 1941 года присоединила к оккупированной Албании. К ней отошли и некоторые районы на востоке Черногории. Общая площадь оккупированных районов Черногории, Косова и Метохии и Вардарской Македонии составляла 28 000 км², население — 1 230 000 человек.

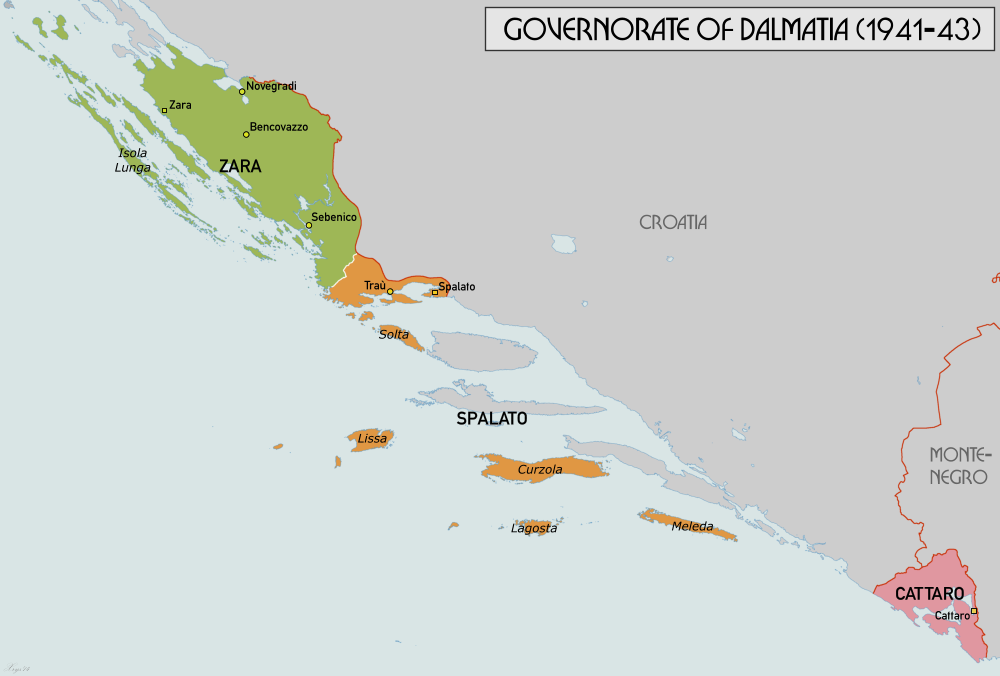
Губернаторство Далмация
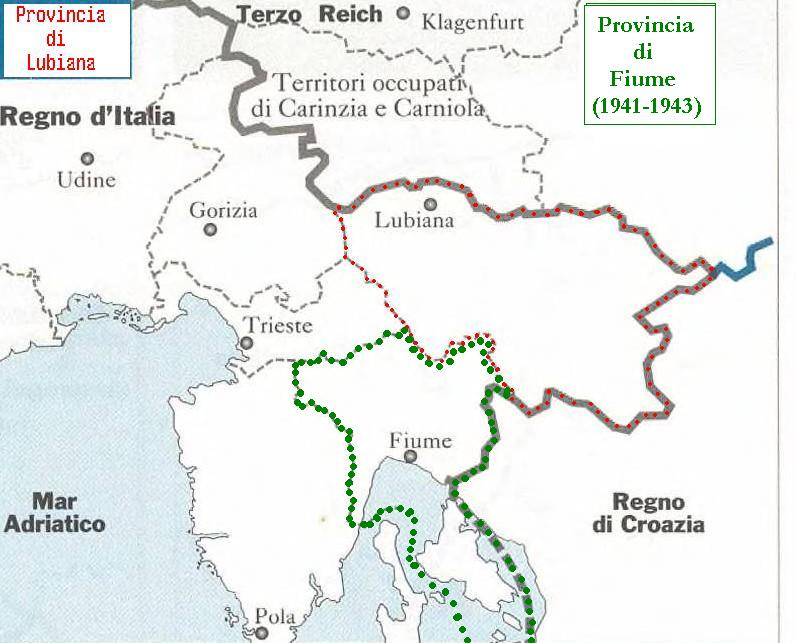
Любляна и Риека в составе Италии
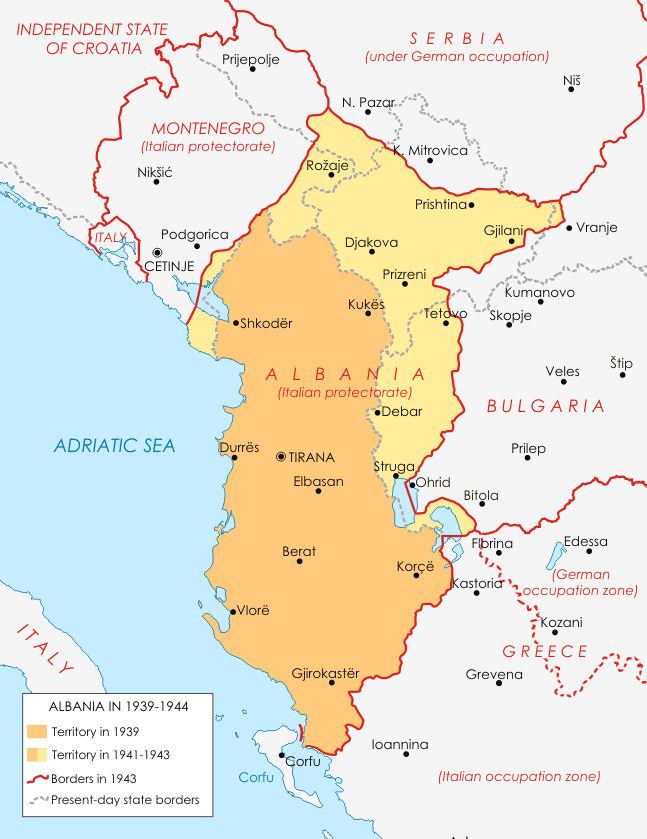
Расширение границ Албании
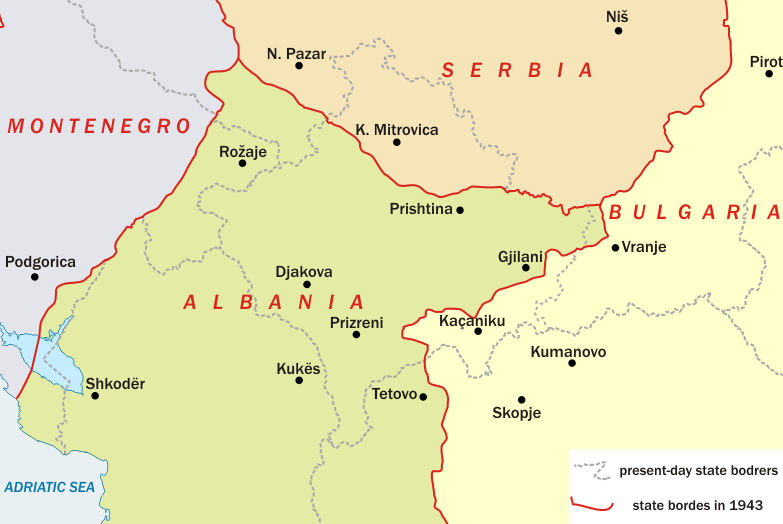
Раздел Косова и Метохии во Второй мировой войне

### Территориальные приобретения Венгрии

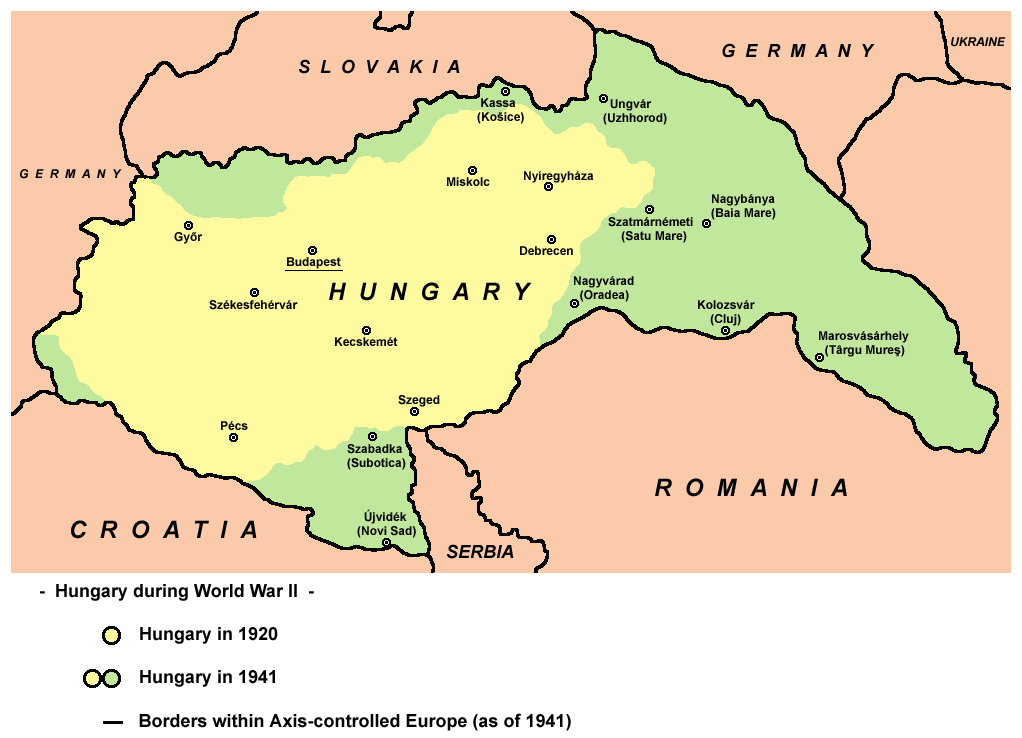
Территориальная экспансия Венгрии во Второй мировой войне

К Венгрии отошли северо-западная часть Воеводины (Бачка и Баранья), прилегающий к ней район Славонии к северу от Осиека, а также подавляющая часть Прекмурья. Также было установлено венгерское оккупационное управление в Меджумурье. Венгрия осуществляла военное управление в этих регионах до 16 августа 1941 года. Затем была учреждена гражданская администрация. 21 ноября 1941 года Венгрия аннексировала срез (район) Чаковец в Меджумурье. 16 декабря того же года венгерский парламент принял закон о присоединении этих земель к венгерским жупаниям, в которые они входили в годы существования Австро-Венгрии. Общая площадь оккупированных территорий составляла 11 691 км², а население — 1 145 000 человек.

### Территориальные приобретения Болгарии

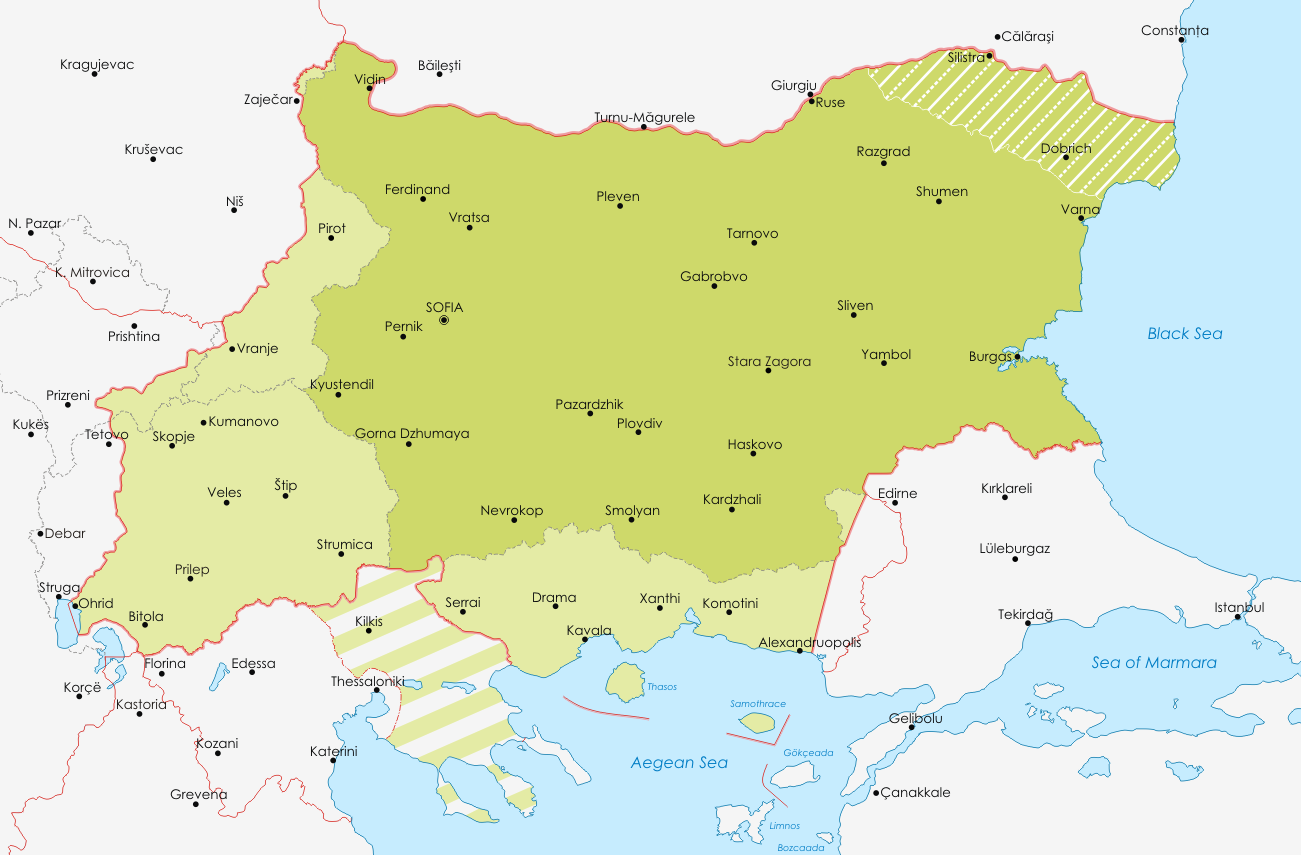
Болгария во Второй мировой войне

В результате раздела Югославии Болгария получила большую часть Вардарской Македонии, а также некоторые районы на юго-востоке собственно Сербии и в Косове и Метохии. Эти территории фактически были аннексированы, хотя по требованию Берлина формально числились переданными под болгарское управление. Предполагалось, что их статус будет окончательно определён только после победы в войне, которую, как планировал Гитлер, должны были одержать Третий рейх и его союзники. Из оккупированных македонских земель появились Скопьевская и Битолская покраины, а часть сербских земель были присоединены к Софийской и Врацской покраинам. Общая площадь оккупированных земель составила 28 250 км², население — 1,26 млн человек. При установлении власти в Македонии болгарскому правительству оказывал помощь временный Центральный комитет действия, образованный группой македонских эмигрантов, прибывших в Скопье с немецкими войсками.
Расширение оккупационной зоны Болгария продолжила и в 1942—1943 годах. 15 января 1942 года по договоренности с Германией болгарские войска заняли территорию Сербии восточнее Вучитрна, а 7 января 1943 года — районы южнее Валева.